# Arcidiocesi di Strasburgo

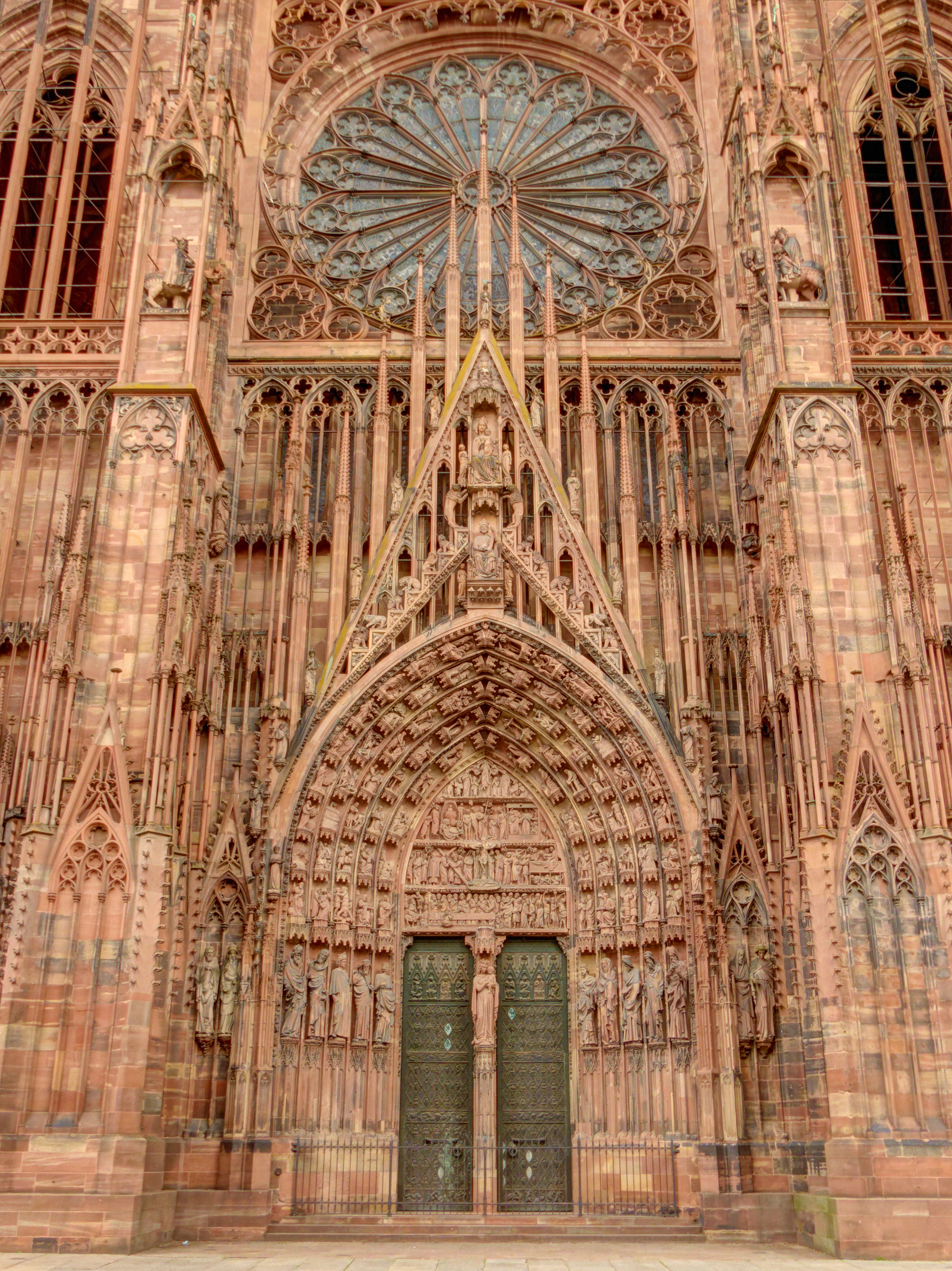
Portale della cattedrale.

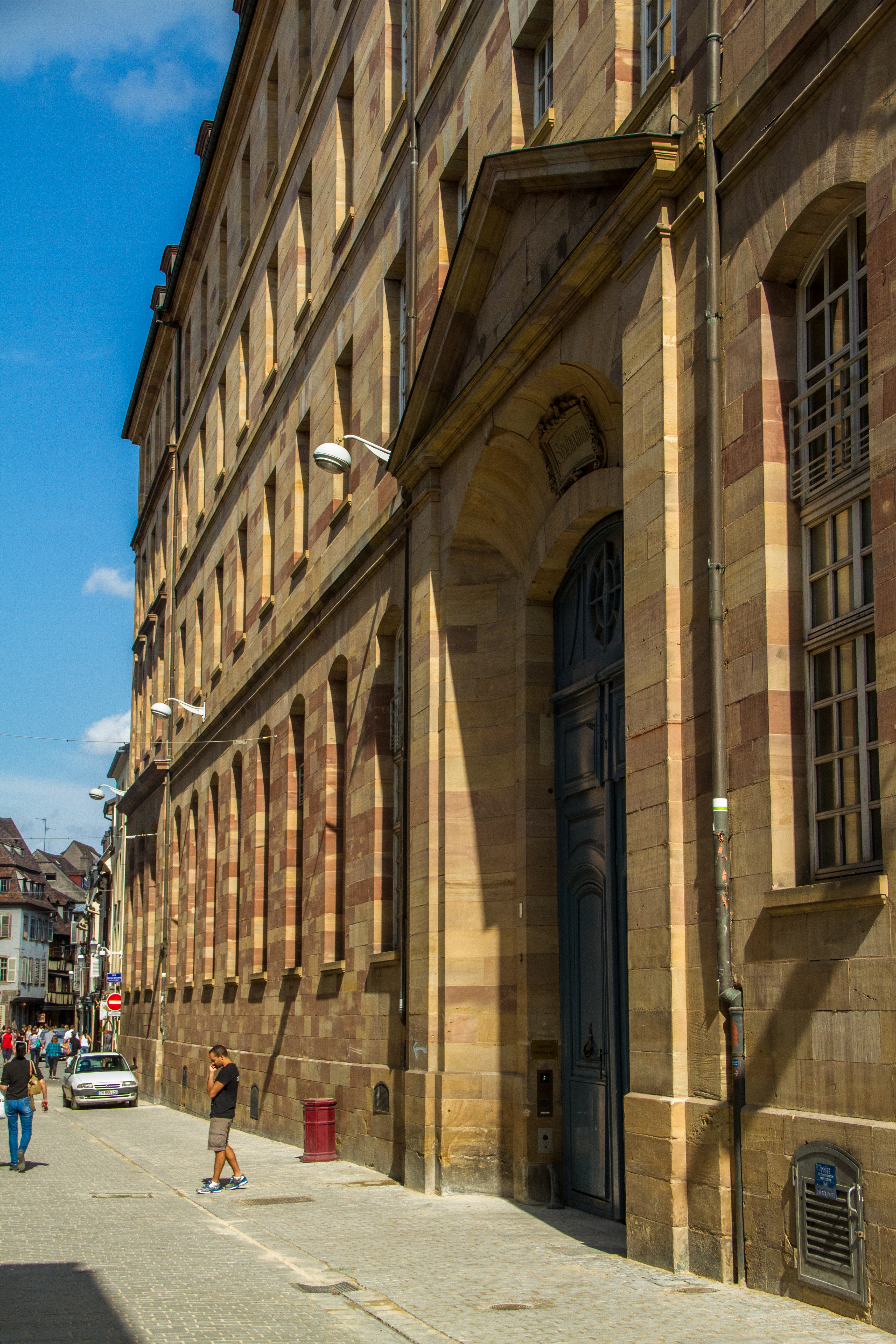
Il seminario maggiore di Strasburgo.

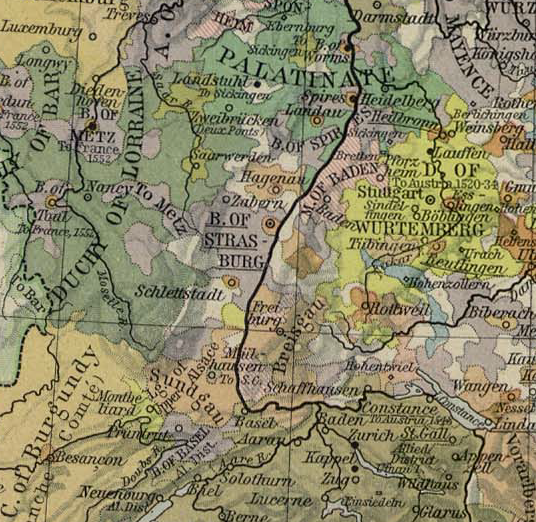
Mappa del Principato vescovile di Strasburgo attorno al 1547.

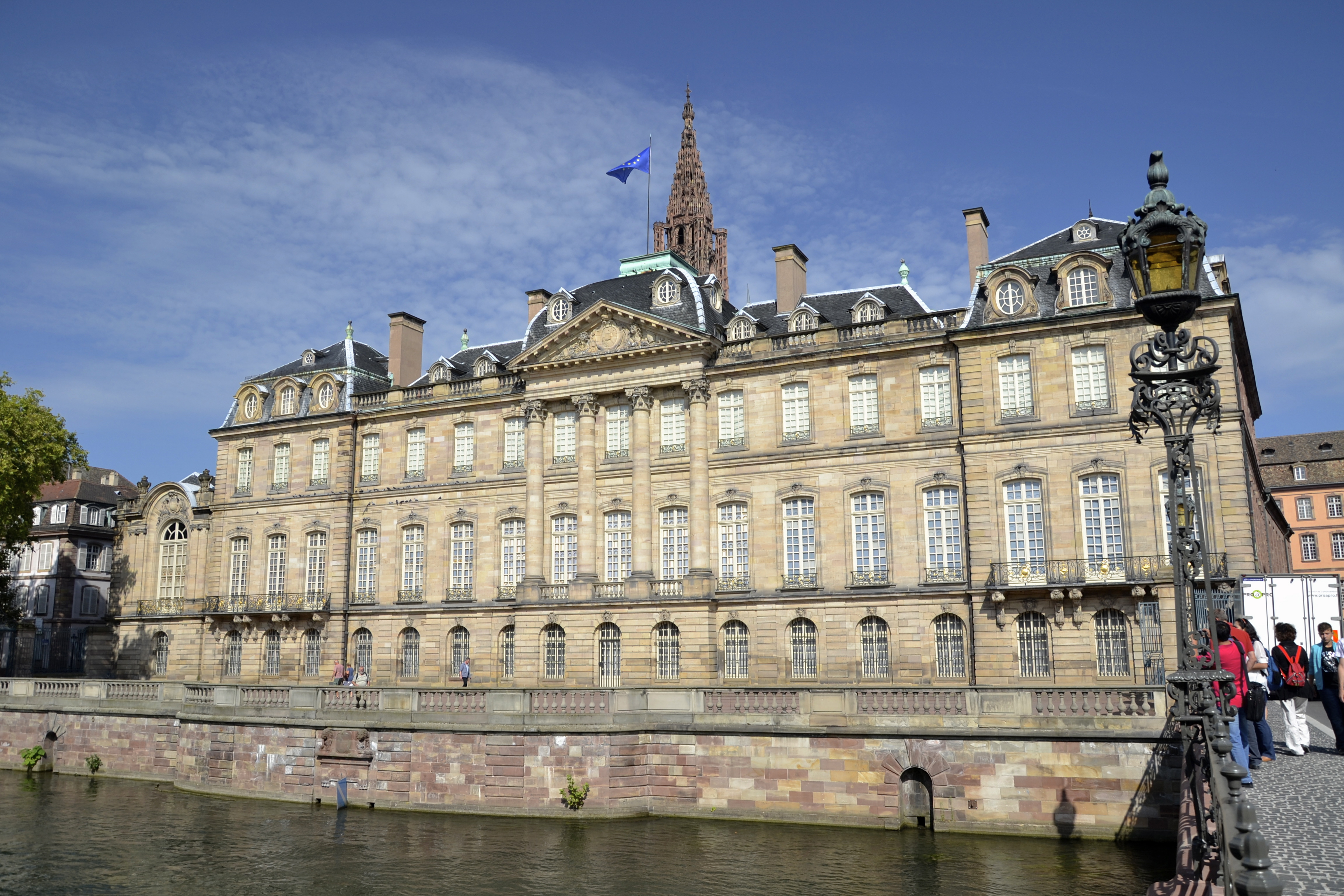
Il palazzo dei Rohan, fatto costruire tra il 1728 e il 1741 dal vescovo Armand I de Rohan-Soubise come nuovo palazzo vescovile, ospita oggi diverse istituzioni museali cittadine.

L'arcidiocesi di Strasburgo (in latino Archidioecesis Argentoratensis o Argentinensis) è una sede della Chiesa cattolica in Francia immediatamente soggetta alla Santa Sede. Nel 2022 contava 1.388.000 battezzati su 1.903.000 abitanti. È retta dall'arcivescovo Pascal Delannoy.

## Territorio
L'arcidiocesi comprende l'intera Alsazia, composta dai due dipartimenti francesi del Basso Reno e dell'Alto Reno.
Sede arcivescovile è la città di Strasburgo, dove si trova la cattedrale di Notre-Dame. Costruito fra il 1015 e il 1439 in stile tardo gotico, quest'edificio di 142 metri di altezza fu il più alto del mondo fra il 1625 e il 1847 e rimase la chiesa più alta del mondo fino al 1880, quando fu sorpassata dal duomo di Colonia. Oggi è la quarta chiesa cattolica più alta del mondo.
Il territorio si estende su 8.280 km² ed è suddiviso in 767 parrocchie, raggruppate in 12 zone pastorali.

## Storia
Argentoratum, l'odierna Strasburgo, era un'antica città romana che faceva parte della provincia della Germania prima, come testimoniato dalla Notitia Galliarum dell'inizio del V secolo.
Il cristianesimo è attestato ad Argentoratum già nella prima metà del IV secolo; il primo vescovo conosciuto è sant'Amando, il cui nome è indicato negli atti dello pseudo concilio di Colonia del 346. Nel V secolo la città è distrutta dall'invasione degli Alemanni. A partire dal VI secolo, con l'annessione della regione dapprima nel regno merovingio dell'Austrasia e poi in quello carolingio, il cristianesimo poté diffondersi e consolidarsi grazie all'opera di due santi vescovi, Arbogasto e Fiorenzo, e dei monaci missionari irlandesi, tra i quali si devono menzionare san Colombano e san Gallo. Al concilio di Parigi del 614 prese parte il vescovo Ansoaldo.
Con l'affermarsi dell'organizzazione ecclesiastica, Strasburgo entrò a far parte della provincia ecclesiastica di Magonza, rispecchiando l'antica suddivisione amministrativa romana, che prevedeva che facessero parte della medesima provincia anche le diocesi di Worms e di Spira. Questa struttura organizzativa ecclesiastica rimase invariata, malgrado tutti i cambiamenti politici della regione, fino alla rivoluzione francese.
Nel IX secolo la diocesi comprendeva l'odierno Basso Reno (ad eccezione della regione di Wissembourg-Lauterbourg e del distretto di Marmoutier-Neuwiller), l'Ortenau sulla riva destra del Reno, e i distretti di Rouffach, Soultz e Lautenbach nell'Alto Reno. Confinava a nord con la diocesi di Spira, ad est e a sud-est con quella di Costanza, a sud-ovest con la diocesi di Basilea, e ad ovest con le diocesi di Metz e di Saint-Dié.
Sempre nel corso del IX secolo, l'Alsazia entrò a far parte del Sacro Romano Impero e il vescovo di Strasburgo iniziò ad acquisire poteri comitali con possedimenti su entrambe le rive del Reno. Il vescovato divenne uno stato cliente dell'impero dal XIII secolo al 1803, ad eccezione di Strasburgo, che ebbe lo statuto di città libera dell'Impero fin dal 1262.
Verso la fine dell'epoca medievale, Strasburgo fu la culla di un movimento spirituale conosciuto con il nome di "mistica renana", che ebbe tra i suoi principali esponenti maestro Eckhart, Taulero, Nicola di Strasburgo e Enrico Suso.
Durante l'epoca della riforma (XVI secolo) l'Alzasia e Strasburgo furono contese fra i protestanti ed i cattolici, lotta che si accendeva ogni volta che la sede episcopale restava vacante. Entrambe le fazioni lottavano per imporre un proprio candidato; la spuntò sempre il partito cattolico, che in questo modo riuscì a conservare al cattolicesimo Strasburgo e la regione. Tuttavia oltre 200 parrocchie e la stessa cattedrale passarono al culto protestante.
Con la pace di Vestfalia del 1648 l'Alsazia diventa territorio del regno di Francia. In questo modo la diocesi si trovò divisa fra due Stati: i territori sulla riva sinistra del Reno furono annessi dalla Francia, mentre quelli sulla riva destra rimasero parte dell'Impero. Anche i poteri comitali del vescovo vennero ridotti ai soli territori imperiali (le aree di Oberkirch, Ettenheim e Oppenau), essendo quelli alsaziani annessi a pieno titoli al regno francese (riconosciuto dal Sacro Romano Impero con il trattato di Ryswick del 1697). Dal punto di vista strettamente religioso, l'annessione alla Francia permise la piena restaurazione del cattolicesimo. Tuttavia solo nel 1681 la cattedrale cittadina, per volontà espressa di Luigi XIV, ritornò al culto cattolico.
La rivoluzione francese ed il congresso di Vienna modificarono completamente la geografia politica ed ecclesiastica di tutta la regione. Inizialmente, nel 1789, il vescovo dovette darsi alla fuga nei suoi domini tedeschi. I due dipartimenti alsaziani ebbero ognuno, con la costituzione civile del clero, un proprio vescovo con sede rispettivamente a Strasburgo e Colmar (dove la locale collegiata di San Martino fu dichiarata cattedrale), nessuno dei quali fu riconosciuto come tale da Roma.
In seguito al concordato, con la bolla Qui Christi Domini del 29 novembre 1801 fu de facto eretta una nuova diocesi di Strasburgo, affidata a Jean-Baptiste Saurine, un ex vescovo costituzionale, che corrispondeva ai territori francesi dei dipartimenti dell'Alto e del Basso Reno: essa comprendeva gli antichi territori diocesani sulla riva sinistra del Reno, più porzioni di territorio sottratte alle diocesi di Spira, di Metz e soprattutto di Basilea. Contestualmente entrò a far parte della provincia ecclesiastica di Besançon.
Nel 1803 il territorio sulla riva destra del Reno, in cui si era trincerato fino alla morte il vescovo Louis-René-Édouard de Rohan-Guéménée, fu secolarizzato ed annesso all'Elettorato di Baden (dal 1806 granducato di Baden). Con la riforma delle diocesi tedesche nella prima metà dell'Ottocento, questa parte dell'antica diocesi di Strasburgo fu suddivisa fra le nuove sedi di Friburgo in Brisgovia e, in misura minore, di Rottenburg.
Nel 1843 il vescovo Andreas Räß adottò in diocesi il rito romano.
In seguito agli avvenimenti del 1871 e al passaggio dell'Alsazia alla Germania, il 14 giugno 1874 con il decreto Rem in ecclesiastica della Congregazione concistoriale la diocesi divenne immediatamente soggetta alla Santa Sede. Il 10 luglio dello stesso anno acquisì i territori che erano appartenuti alla diocesi di Saint-Dié e che dopo la guerra franco-prussiana erano divenuti tedeschi. Contestualmente però perse i territori meridionali, che rimasero francesi, e che oggi costituiscono la diocesi di Belfort-Montbéliard.
La diocesi è stata elevata al rango di arcidiocesi, non metropolitana, il 1º giugno 1988 con la bolla Antiquissima ipsa di papa Giovanni Paolo II.
Per la sua particolare evoluzione storica, a differenza del resto del territorio nazionale, ove vige il regime di separazione fra Stato e Chiesa, nell'arcidiocesi di Strasburgo è ancora in vigore il concordato del 1801. Ciò comporta, per esempio che:
- gli arcivescovi di questa sede vengono nominati dal Presidente della Repubblica francese e ricevono l'istituzione canonica da parte della Santa Sede; la data ufficiale di nomina è quella della pubblicazione congiunta nel Giornale Ufficiale della Repubblica Francese e sull'Osservatore Romano;
- l'insegnamento della religione è obbligatorio nelle scuole primarie e secondarie;
- i preti dell'arcidiocesi ricevono dallo Stato lo stipendio paragonabile a quello dei dipendenti pubblici di categoria A;
- nell'Università statale di Strasburgo esiste una Facoltà di Teologia cattolica dipendente direttamente dalla Santa Sede.

## Cronotassi dei vescovi
Il più antico catalogo episcopale di Strasburgo è giunto fino a noi in forma metrica e si arresta al vescovo Ratoldo; deve perciò essere stato redatto verso la fine del IX secolo.
Nella presente cronotassi si omettono i periodi di sede vacante non superiori ai 2 anni o non storicamente accertati.
- Sant'Amando † (menzionato nel 346)
- San Giusto †
- San Massimino †
- Valentino †
- Solario †
- Sant'Arbogaste †
- San Fiorenzo †
- Ansoaldo † (menzionato nel 614)
- Biolfo †
- Magno †
- Aldo †
- Garoino (Gavino) †
- Lamberto †
- Rotario † (menzionato tra il 663 e il 675)[8]
- Rodobaldo †
- Magneberto †
- Lobiolo †
- Gundoaldo †
- Gaudo (Gando) †
- Widegerno † (menzionato nel 728)
- Wandalfrido †
- Heddo † (prima del 737 circa - dopo dicembre 775)
- Aglidolfo †
- Remigio † (menzionato nel 778)
- Rachio † (783 - dopo il 787)
- Udo I †
- Erleardo †
- Adalogo † (prima dell'816 - dopo l'820)
- Bernoldo † (prima di giugno 823 - dopo l'833)
- Udo II †
- Ratoldo † (prima di agosto 840[9] - dopo il 12 giugno 873)
- Reginardo † (? - maggio 888 deceduto)
- Baltramno † (giugno 888 - 12 aprile 906 deceduto)
- Otberto † (906 - 30 agosto 913 deceduto)
- Goffredo † (prima del 13 settembre 913 - 8 novembre 913 deceduto)
- Ricuino † (914 - 30 agosto 933 deceduto)
- Rutardo † (10 novembre 933 - 5 aprile 950 deceduto)
- Udo III † (13 agosto 950 - 26 agosto 965 deceduto)
- Erkanbaldo † (17 settembre 965 - 11 ottobre 991 deceduto)
- Wilderoldo † (992 - 4 luglio 999 deceduto)
- Alavico, O.S.B. † (999 - 3 febbraio 1001 deceduto)
- Werner I d'Asburgo † (1001 - 28 ottobre 1028 deceduto)
- Guglielmo di Baviera † (1028 - 7 novembre 1047 deceduto)
- Wizelin (Hezilo) † (maggio 1048 - 15 gennaio 1065 deceduto)
- Werner II von Achalm † (1065 - 1079 deceduto)
- Teobaldo † (1079 - 1084 deceduto)
- Ottone di Hohenstaufen † (1085 - 3 agosto 1100 deceduto)
- Baldovino † (1100 - 1100 deceduto)[10]
- Kuno † (1100 - 1123 deposto)
- Bruno von Hochberg † (1123 - 1126 deposto)
- Eberardo † (circa 1126 - 1127)
- Bruno von Hochberg † (ottobre 1129 - 22 marzo 1131 dimesso) (per la seconda volta)
- Gebeardo von Urach † (22 marzo 1131 - 1141 deceduto)
- Burcardo I † (10 aprile 1141 - 10 luglio 1162 deceduto)
- Rodolfo † (1162 - 1179 deposto)
- Corrado I † (20 dicembre 1179 - 21 dicembre 1180 deceduto)
- Enrico di Hasenburg † (prima del 18 aprile 1181 - 25 marzo 1190 deceduto)
- Corrado di Hühnenburg † (10 aprile 1190 - 3 novembre 1202 deceduto)
- Enrico di Veringen † (1202 - 11 marzo 1223 deceduto)
- Bertoldo di Teck † (1223 - 1244 deceduto)
- Enrico di Stahleck † (1245 - 3 marzo 1260 deceduto)
- Walter di Geroldseck † (27 marzo 1260 - 12 febbraio 1263 deceduto)
- Enrico di Geroldseck † (prima del 22 aprile 1263 - 1273 deceduto)
- Corrado di Lichtenberg † (1273 - 1º agosto 1299 deceduto)
- Federico di Lichtenberg † (15 settembre 1299 - 20 dicembre 1305 deceduto)
- Giovanni di Dürbheim (Diepenheim) † (18 febbraio 1306 - 6 novembre 1328 deceduto)
- Bertoldo di Bucheck, O.T. † (28 novembre 1328 - 25 novembre 1353 deceduto)
- Giovanni di Lichtenberg † (15 gennaio 1354 - 14 settembre 1365 deceduto)
- Giovanni di Lussemburgo-Ligny † (23 dicembre 1365 - 28 aprile 1371 nominato arcivescovo di Magonza)
- Lamprecht di Brunn † (28 aprile 1371 - 28 aprile 1374 nominato vescovo di Bamberga)
  - Lamprecht di Brunn † (27 agosto 1374 - 1375 dimesso) (amministratore apostolico)
- Friedrich di Blankenheim † (5 luglio 1375 - 7 luglio 1393 nominato vescovo di Utrecht)
  - Ludovico di Thierstein, O.S.B. † (1393 deceduto) (vescovo eletto)
  - Burcardo di Lützelstein † (1393 - 1394 deceduto) (vescovo eletto)
- Guglielmo di Diest † (27 luglio 1393 - 6 ottobre 1439 deceduto)
- Corrado di Busnang † (novembre 1439 - 11 novembre 1440 dimesso)
- Roberto del Palatinato-Simmern † (11 novembre 1440 - 18 ottobre 1478 deceduto)
- Alberto del Palatinato-Mosbach † (18 gennaio 1479 - 20 agosto 1506 deceduto)
- Guglielmo di Hohnstein † (4 dicembre 1506 - 29 giugno 1541 deceduto)
- Erasmus Schenk von Limburg † (9 dicembre 1541 - 27 novembre 1568 deceduto)
- Giovanni di Manderscheid † (26 giugno 1573[11] - 2 maggio 1592 deceduto)
  - Carlo III di Lorena-Vaudémont † (1º luglio 1592 - 24 novembre 1607 deceduto) (amministratore apostolico)
- Leopoldo V d'Austria † (24 novembre 1607 succeduto - 19 aprile 1626 dimesso)
  - Leopoldo Guglielmo d'Austria † (10 ottobre 1626 - 21 novembre 1662 deceduto) (amministratore apostolico)
- Franz Egon von Fürstenberg † (30 luglio 1663 - 1º aprile 1682 deceduto)
- Wilhelm Egon von Fürstenberg † (11 gennaio 1683 - 9 aprile 1704 deceduto)
- Armand I de Rohan-Soubise † (9 aprile 1704 - 19 luglio 1749 deceduto)
- Armand II de Rohan-Soubise † (19 luglio 1749 succeduto - 28 giugno 1756 deceduto)
- Louis-César-Constantin de Rohan-Guémené-Montbazon † (3 gennaio 1757 - 11 marzo 1779 deceduto)
- Louis-René-Édouard de Rohan-Guéménée † (11 marzo 1779 succeduto - 29 novembre 1801 dimesso)
- Johann Peter Saurine † (29 aprile 1802 - 9 maggio 1813 deceduto)
  - Sede vacante (1813-1819)
- Gustav Maximilian von Croy † (23 agosto 1819 - 17 novembre 1823 nominato arcivescovo di Rouen)
- Claude Marie Paul Tharin † (24 novembre 1823 - 3 aprile 1827 dimesso)
- Jean-François-Marie Le Pappe de Trévern † (9 aprile 1827 - 27 agosto 1842 deceduto)
- Andreas Räß † (27 agosto 1842 succeduto - 17 novembre 1887 deceduto)
- Peter Paul Stumpf † (17 novembre 1887 succeduto - 10 agosto 1890 deceduto)
- Adolf Fritzen † (1º giugno 1891 - 31 luglio 1919 dimesso)[12]
- Charles Ruch † (1º agosto 1919 - 29 agosto 1945 deceduto)
- Jean Julien Weber, P.S.S. † (29 agosto 1945 succeduto - 30 dicembre 1966 ritirato)
- Léon Arthur Elchinger † (30 dicembre 1966 succeduto - 16 luglio 1984 ritirato)
- Charles-Amarin Brand † (16 luglio 1984 - 23 ottobre 1997 ritirato)
- Joseph Pierre Aimé Marie Doré, P.S.S. (23 ottobre 1997 - 25 agosto 2006 dimesso)
  - Joseph Pierre Aimé Marie Doré, P.S.S. (25 agosto 2006 - 21 aprile 2007) (amministratore apostolico)
- Jean-Pierre Grallet, O.F.M. (21 aprile 2007 - 18 febbraio 2017 ritirato)
- Luc Ravel, C.R.S.V. (18 febbraio 2017 - 27 maggio 2023 dimesso)[13]
- Pascal Delannoy, dal 28 febbraio 2024

## Statistiche
L'arcidiocesi nel 2022 su una popolazione di 1.903.000 persone contava 1.388.000 battezzati, corrispondenti al 72,9% del totale.
| anno | popolazione | popolazione | popolazione | presbiteri | presbiteri | presbiteri | presbiteri                | diaconi | religiosi | religiosi | parrocchie |
| anno | battezzati  | totale      | %           | numero     | secolari   | regolari   | battezzati per presbitero | diaconi | uomini    | donne     | parrocchie |
| ---- | ----------- | ----------- | ----------- | ---------- | ---------- | ---------- | ------------------------- | ------- | --------- | --------- | ---------- |
| 1950 | 893.899     | 1.216.490   | 73,5        | 1.325      | 1.155      | 170        | 674                       |         | 300       | 1.200     | 725        |
| 1970 | 1.100.000   | 1.412.385   | 77,9        | 1.205      | 1.205      |            | 912                       |         |           |           | 767        |
| 1980 | 1.170.000   | 1.543.000   | 75,8        | 1.427      | 993        | 434        | 819                       |         | 625       | 3.616     | 773        |
| 1990 | 1.290.000   | 1.620.000   | 79,6        | 1.167      | 848        | 319        | 1.105                     | 23      | 461       | 2.649     | 767        |
| 1999 | 1.368.000   | 1.713.416   | 79,8        | 1.009      | 697        | 312        | 1.355                     | 45      | 444       | 2.006     | 767        |
| 2000 | 1.300.000   | 1.708.025   | 76,1        | 995        | 682        | 313        | 1.306                     | 45      | 453       | 1.970     | 767        |
| 2001 | 1.300.000   | 1.713.416   | 75,9        | 971        | 658        | 313        | 1.338                     | 45      | 436       | 1.866     | 750        |
| 2002 | 1.300.000   | 1.713.416   | 75,9        | 957        | 644        | 313        | 1.358                     | 45      | 417       | 1.793     | 767        |
| 2003 | 1.300.000   | 1.713.416   | 75,9        | 907        | 619        | 288        | 1.433                     | 50      | 418       | 1.728     | 762        |
| 2004 | 1.350.000   | 1.800.000   | 75,0        | 920        | 649        | 271        | 1.467                     | 51      | 367       | 1.686     | 767        |
| 2010 | 1.360.000   | 1.900.000   | 71,6        | 830        | 572        | 258        | 1.638                     | 73      | 341       | 1.257     | 767        |
| 2014 | 1.380.000   | 1.843.000   | 74,9        | 722        | 517        | 205        | 1.911                     | 80      | 282       | 1.050     | 767        |
| 2017 | 1.400.000   | 1.860.000   | 75,3        | 697        | 484        | 213        | 2.008                     | 87      | 275       | 942       | 767        |
| 2020 | 1.385.000   | 1.900.000   | 72,9        | 630        | 459        | 171        | 2.198                     | 85      | 225       | 805       | 767        |
| 2022 | 1.388.000   | 1.903.000   | 72,9        | 484        | 328        | 156        | 2.867                     | 88      | 201       | 716       | 767        |